# Kaifenheim
Kaifenheim ist eine Ortsgemeinde in der Eifel im rheinland-pfälzischen Landkreis Cochem-Zell. Sie gehört der Verbandsgemeinde Kaisersesch an.

## Geographie
Kaifenheim liegt sieben Kilometer östlich der Stadt Kaisersesch und neun Kilometer südwestlich der Stadt Polch knapp östlich der Bundesautobahn 48. Die Ortschaft erstreckt sich auf einem von Norden (Anhöhe Erfist) nach Süden zum Brohlbach abfallenden Gelände und umfasst Höhenlagen zwischen 340 m ü. NHN und 375 m ü. NHN. Naturräumlich lässt sich das zu rund 60 % landwirtschaftlich genutzte Gemeindegebiet in der Östlichen Moseleifel mit dem Hauptort größtenteils noch dem Kaisersescher Eifelrand zuordnen, der nördlich davon liegende Bereich dem Elztal. Der Elzbach bildet auch die nördliche Gemeindegrenze. Zu Kaifenheim gehört der am Brohlbach gelegene Wohnplatz Kaifenheimermühle.
Kaifenheim grenzt (im Uhrzeigersinn) an die Ortsgemeinden Kehrig, Gering, Kollig (alle Landkreis Mayen-Koblenz), Roes, Brachtendorf, Zettingen und Gamlen.

## Geschichte

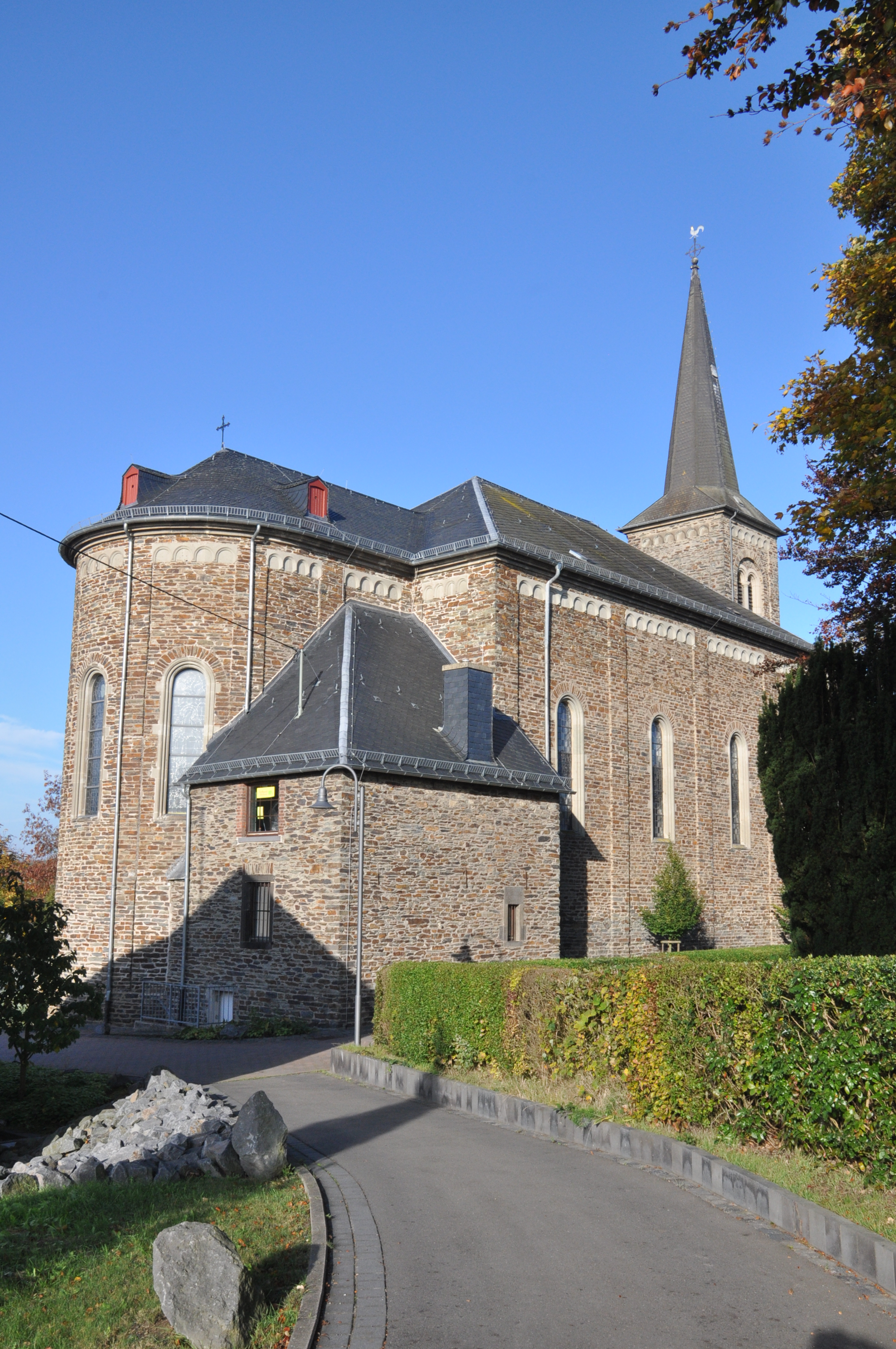
Kaifenheim, St. Nikolaus

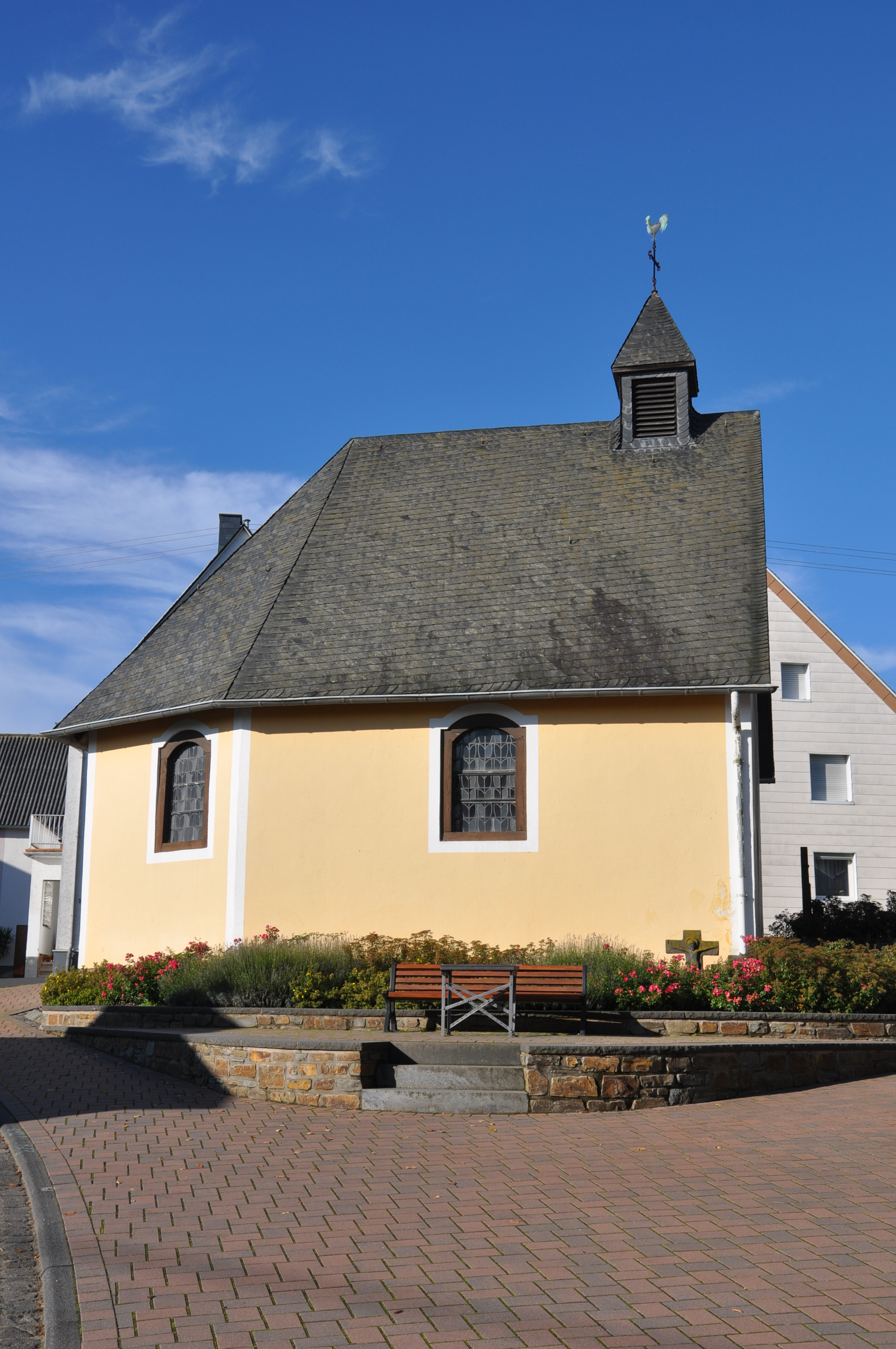
Kaifenheim, Wendelinuskapelle

Kaifenheim wurde erstmals am 13. August 1005 als „Kiuenheim quoque in pago Meinuelt et comitatu Bethelini“ urkundlich genannt, als König Heinrich II. dem Adalbertstift zu Aachen verschiedene Güter schenkte. Am 20. August 1051 beurkundete Kaiser Heinrich III. die von der Königin Richeza von Polen an die Abtei Brauweiler gemachte Schenkung von Gütern zu „Cheiuenheim“ bzw. „Cheuenich“.
1336 wurde Kaifenheim vom Trierer Erzbischof Balduin von Luxemburg zur eigenständigen Pfarrei erhoben. Vorher war Kaifenheim der Mutterkirche zu Hambuch unterstellt.
Bis zum Ende des 18. Jahrhunderts gehörte Kaifenheim landesherrlich zu Kurtrier und war dem Hochgericht Klotten im Amt Cochem zugeordnet. Im Trierer Feuerbuch aus dem Jahr 1563 waren 36 Feuerstellen (Haushalte) in Kaifenheim (Kaiffenheim) verzeichnet, 1684 waren es nur 20.
Im Jahr 1794 hatten französische Revolutionstruppen das Linke Rheinufer annektiert, von 1798 bis 1814 gehörte Kaifenheim (Kaiffenheim) zum Kanton Kaisersesch im Arrondissement Koblenz des Rhein-Mosel-Departements. Der Munizipalrat (Kaifenheimer Gemeindevertreter in der Mairie Kaisersesch) war der Bürger Kahn. Im Ort gab es einen Schullehrer.
Aufgrund der Beschlüsse auf dem Wiener Kongress (1815) wurde die Region dem Königreich Preußen zugeordnet. Unter der preußischen Verwaltung kam die Gemeinde Kaifenheim zur Bürgermeisterei Kaisersesch im Kreis Cochem, der zum neuen Regierungsbezirk Koblenz sowie von 1822 an zur Rheinprovinz gehörte.
1841 verloren vier Arbeiter beim Bau der heutigen Pfarrkirche ihr Leben. 1944 stürzte ein britischer Bomber in Kaifenheim ab.
Seit 1946 ist die Gemeinde Kaifenheim Teil des Landes Rheinland-Pfalz, seit 1968 gehört sie der Verbandsgemeinde Kaisersesch an und seit 1969 zum Landkreis Cochem-Zell.
Die Schreibweise des Ortsnamens hat sich im Laufe der Jahrhunderte immer wieder verändert:
- Kievenheim (im Mittelalter), Kavenheim, Kevenheim,
- Kewenheim, Keyfenheim, Keiffenheim, Kaiffenheim

Keiffenheim tritt heute im Mayener Raum noch als Familienname auf.
Statistik zur Einwohnerentwicklung
Die Entwicklung der Einwohnerzahl von Kaifenheim, die Werte von 1871 bis 1987 beruhen auf Volkszählungen:
| Jahr | Einwohner |
| ---- | --------- |
| 1815 | 322       |
| 1835 | 492       |
| 1871 | 554       |
| 1905 | 560       |
| 1939 | 646       |
| 1950 | 637       |

| Jahr | Einwohner |
| ---- | --------- |
| 1961 | 565       |
| 1970 | 628       |
| 1987 | 657       |
| 2005 | 836       |
| 2011 | 816       |
| 2017 | 821       |

## Politik

### Gemeinderat
Der Gemeinderat in Kaifenheim besteht aus zwölf Ratsmitgliedern, die bei der Kommunalwahl am 9. Juni 2024 in einer Mehrheitswahl gewählt wurden, und dem ehrenamtlichen Ortsbürgermeister als Vorsitzendem.

### Bürgermeister
Reinhard Schmitt wurde am 11. Juli 2024 Ortsbürgermeister von Kaifenheim. Bei der Direktwahl am 9. Juni 2024 hatte er sich mit einem Stimmenanteil von 61,7 % gegen eine weitere Bewerberin durchgesetzt.
Schmitts Vorgänger Gerhard Mieden hatte das Ehrenamt seit 2009 inne.

## Persönlichkeiten

### In Kaifenheim geboren
- Nikolaus Simonis (um 1590–1654), 50. Abt in der Abtei Rommersdorf

### Mit Kaifenheim verbunden
- Nikolaus Nalbach (1767–1847), war von 1815 bis 1847 Pfarrer in Kaifenheim

## Regelmäßige Veranstaltungen
- Karnevalsumzug: Am Karnevalssamstag in den geraden Jahren findet der Karnevalsumzug in Kaifenheim mit anschließender After-Zug-Party in der Gemeindehalle statt.
- Waschhäuschenfest: Am 2. Wochenende (oder in seltenen Fällen am 3. Wochenende) im August findet am Dorfbrunnen (Kapellenstraße) das Waschhäuschenfest statt, organisiert und durchgeführt von den ortsansässigen Vereinen.
- Kirmes: Am 2. Wochenende im September findet in der Gemeindehalle die traditionelle Kirmes statt, organisiert und durchgeführt von den ortsansässigen Vereinen.
- Theater: Der Theaterverein Kaifenheim e. V. führt an drei Wochenenden im November und Dezember ein Lustspiel in Kaifenheimer Platt auf.
- TSG-Fest: Am 23. Dezember findet eines der größten Junggesellenfeste der Region statt, organisiert und durchgeführt von der Trink-Sport-Gruppe Kaifenheim e. V.